# Alice on the Farm
Série Alice Comedies
Alice in the Jungle
(1925) Alice's Balloon Race
(1926)
Pour plus de détails, voir Fiche technique et Distribution.
Alice on the Farm est un court métrage d'animation américain muet de la série Alice Comedies sorti en 1926.

## Synopsis
Tandis que Julius trait une vache, Pete prend Alice en otage. Julius prend le ravisseur en chasse et livre un combat pour sauver Alice.

## Fiche technique
- Titre original : Alice on the Farm

- Série : Alice Comedies
- Réalisation : Walt Disney
- Animation : Ub Iwerks, Rollin Hamilton, Thurston Harper, Hugh Harman, Rudolf Ising
- Encrage et peinture : Lillian Bounds, Irene Hamilton, Hazelle Linston, Walker Harman
- Photographie : Rudolf Ising
- Production : Walt Disney
- Société de production : Disney Brothers Studios
- Société de distribution : Margaret J. Winkler (1925) ; Syndicate Pictures (1929, version sonorisée)
- Pays :  États-Unis
- Format d'image : noir et blanc - 35 mm - 1,37:1 - muet
- Genre : animation et prises de vues réelles
- Durée : 8 min 32[1]
- Dates de sortie : 
  - Version muette : 1er janvier 1926
  - Version sonorisée : 1er octobre 1929

Source : Walt in Wonderland

## Distribution
- Margie Gay : Alice

## Commentaires
Produit du 15 octobre au 2 novembre 1925, le film a été livré le 7 novembre 1925 et présenté en avant-première le 11 novembre 1925 au Bard's Glendale Theater de Los Angeles.
Une légende voudrait que le personnage de Clarabelle Cow ait fait sa première apparition dans ce film, mais la vache est ici blanche et n'est reliée à Clarabelle que par son état bovin.